# L'Ostaria delle dame
L'Ostaria delle dame è una raccolta discografica del 2017 di brani registrati dal vivo durante i concerti di Francesco Guccini tenuti nei primi anni '80 nell'Osteria delle Dame a Bologna.
La raccolta è stata pubblicata in due diverse versioni: la "Deluxe" da 6 CD e la "Box" da 2 CD, entrambe corredate da un libretto di 80 pagine.

## Descrizione
Nella pagina dedicata all'album sul sito ufficiale dell'autore si legge:
Sono state distribuite due versioni della raccolta: un cofanetto deluxe con 6 cd, con le registrazioni integrali dei tre concerti (del 1982, 1984 e 1985) e un libro di 80 pagine con foto, testimonianze dei protagonisti dell’epoca, la storia dell’Osteria e un’introduzione di Francesco Guccini, e un’edizione in 2 cd con una selezione dei tre concerti e il booklet.»

## Tracce

### Edizione “Box”
CD1
1. Canzone per un’amica
2. Osteria dei Poeti
3. Ti ricordi quei giorni
4. Incontro
5. Bologna
6. Venezia
7. Canzone di notte n.2
8. Bisanzio
9. Canzone dei 12 mesi
10. Il treno va – Bis

CD2
1. Autogrill
2. Auschwitz
3. Argentina
4. Il vecchio e il bambino
5. Chacarera del 55 – cantata da Francesco & Flaco
6. Yo quiero un caballo negro
7. Un altro giorno è andato
8. Ringraziamenti

### Edizione “Deluxe”
Concerto del 23 gennaio 1982
CD1
1. Canzone per un’amica
2. Canzone quasi d’amore
3. Osteria dei Poeti
4. Ti ricordi quei giorni
5. 100, Pennsylvania Ave.
6. Incontro
7. Bologna
8. Gulliver

CD2
1. Bisanzio
2. Jacinto Chiclana
3. I fichi
4. Venezia
5. Canzone di notte n.2
6. Un altro giorno è andato

Concerto del 14 gennaio 1984
CD1
1. Canzone per un’amica
2. Autogrill
3. Argentina
4. Canzone delle osterie di fuori porta
5. Bologna
6. Venezia
7. Jacinto Chiclana
8. Auschwitz

CD2
1. Il treno va
2. Canzone di notte
3. Bisanzio
4. Inutile
5. Canzone dei 12 mesi
6. Gli amici
7. Incontro
8. Il treno va (Bis)

Concerto del 19 gennaio 1985
CD1
1. Scirocco
2. Canzone per un’amica
3. Autogrill
4. Auschwitz
5. Argentina
6. Il vecchio e il bambino
7. Bisanzio

CD2
1. A Don Nicanor Paredes
2. Il pensionato
3. I Fichi
4. Signora Bovary
5. Bologna
6. Venezia
7. Chacarera del 55
8. Yo quiero un caballo negro
9. Canzone quasi d’amore
10. Un altro giorno è andato
11. Ringraziamenti